# Urocotyledon wolterstorffi
Urocotyledon wolterstorffi — вид геконоподібних ящірок родини геконових (Gekkonidae). Ендемік Танзанії. Вид названий на честь німецького герпетолога Віллі Вольтерсторфа.

## Поширення і екологія
Urocotyledon wolterstorffi мешкають в горах Усамбара, Улугуру і Нґуру на сході Танзанії. Вони живуть у вологих гірських тропічних лісах, на висоті від 500 до 1000 м над рівнем моря. Живляться безхребетними, відкладають яйця.